# Vicente Gómez (ur. 1971)
Vicente Gómez Fernandez (ur. 9 września 1971 w Santurtzi, Hiszpania) – hiszpański piłkarz, grający na pozycji obrońcy, trener piłkarski.

## Kariera piłkarska
W 1989 rozpoczął karierę piłkarską w miejscowym klubie CD Santurtzi, w którym występował przez 4 lata do czasu zakończenia swojej kariery piłkarza w roku 1993.

## Kariera trenerska
Po zakończeniu kariery piłkarza rozpoczął pracę szkoleniowca. Od 2000 pracował w Akademii Piłkarskiej Athletic Bilbao. W sezonie 2006/07 pomagał trenować pierwszą drużynę Athletic Bilbao. W latach 2012–2014 prowadził drugą drużynę Athletic Bilbao B. W lutym 2014 razem z Raúlem Riancho został zaproszony do sztabu szkoleniowego Dynama Kijów, gdzie najpierw pomagał trenować młodzieżówką, a w sezonie 2016/17 pierwszy zespół. Po przeniesieniu z Kijowa do saudyjskiego Al-Ahli Dżudda główny trener Serhij Rebrow zabrał obu Hiszpanów ze sobą. 17 czerwca 2018 dołączył z Riancho do sztabu trenerskiego Spartaka Moskwa. Podczas przerwy zimowej 2018/19 powrócił do Dynama Kijów. 2 września 2019 podpisał roczny kontrakt z ukraińskim Olimpikiem Donieck.